# Minutvolumen
Minutvolumen bruges i fysiologien om forskellige forhold:
- Hjertets minutvolumen er et udtryk for den samlede mængde blod, hjertet pumper ud i løbet af et minut. Dette findes ved at gange hjertets frekvens (pulsen) med den mængde blod, hjertet pumper ud pr. slag: Minutvolumen = hjertefrekvens x slagvolumen.
- Respirationsminutvolumen er et udtryk for den mængde luft, der passerer ind og ud af lungerne pr. minut. Det beregnes ved at multiplicere antal åndedræt pr. minut med mængden af luft pr. åndedrag: Minutvolumen = respirationsfrekvens x tidalvolumen.

Da hverken hjerte eller lunger tømmes fuldstændigt for hvert hjerteslag/åndedrag siger minutvolumen således intet om organets fulde kapacitet, men er alene et udtryk for det arbejde, organet yder. 
| Fysiologi | Spire Denne artikel om fysiologi er en spire som bør udbygges. Du er velkommen til at hjælpe Wikipedia ved at udvide den. |